# 66. Infanterie-Brigade (Deutsches Kaiserreich)
Die 66. Infanterie-Brigade war ein Großverband der Preußischen Armee.

## Geschichte
Die 66. Infanterie-Brigade wurde am 20. März 1871 in Metz als 59. Infanterie-Brigade aufgestellt und am 1. April 1890 in 66. Infanterie-Brigade umbenannt. Zeitgleich wurde eine neue 59. Infanterie-Brigade aufgestellt.
Die 66. Infanterie-Brigade hatte ihren Standort bis zum Ende des Ersten Weltkrieges in Metz und war von 1871 bis 1890 Teil der 30. Division in Metz, die dem XV.  Armee-Korps in Straßburg zugeordnet war.
Anschließend gehörte sie bis zu ihrer Auflösung im Jahr 1919 zur 33. Division in Metz, die dem XVI. Armee-Korps in Metz unterstand.

### Erster Weltkrieg
Die Brigade kam während des Ersten Weltkrieges ausschließlich an der Westfront zum Einsatz.
Zu den Kampfhandlungen, Gefechten und Schlachten siehe Einsatzgeschehen der 33. Division

## Gliederung
1871
- 8. Ostpreußisches Infanterie-Regiment Nr. 45
- 7. Brandenburgisches Infanterie-Regiment Nr. 60

1872–1874
- 8. Ostpreußisches Infanterie-Regiment Nr. 45
- 7. Brandenburgisches Infanterie-Regiment Nr. 60
- Landwehr-Bataillon Diedenhofen
- Landwehr-Bataillon Metz
- Landwehr-Bataillon Saarburg

1875–1884
- 8. Ostpreußisches Infanterie-Regiment Nr. 45
- 7. Brandenburgisches Infanterie-Regiment Nr. 60
- Lothringisches Landwehr-Regiment Nr. 128
- Lothringisches Reserve-Landwehr-Bataillon (Metz) Nr. 97

1884–1888
- Infanterie-Regiment Nr. 98
- Infanterie-Regiment Nr. 130
- Lothringisches Landwehr-Regiment Nr. 128
- Lothringisches Reserve-Landwehr-Bataillon (Metz) Nr. 97

1889–1914
- Metzer Infanterie-Regiment Nr. 98
- 1. Lothringisches Infanterie-Regiment Nr. 130

Kriegsgliederung bei Mobilmachung im August 1914
- Wie zuvor

Kriegsgliederung am 27. April 1918
- Wie zuvor
- zusätzlich 3. Lothringisches Infanterie-Regiment Nr. 135
- Maschinengewehr-Scharfschützen-Abteilung Nr. 43
- 4. Eskadron Jäger-Regiment zu Pferde Nr. 12

## Kommandeure
| Name                                        | Datum                                  |
| ------------------------------------------- | -------------------------------------- |
| 59. Infanterie-Brigade                      |                                        |
| Friedrich Wilhelm Alexander von Buddenbrock | 20. März 1871 bis 12. April 1872       |
| Heinrich Simon Eduard von Valentini         | 13. April 1872 bis 11. März 1874       |
| Emil von Conrady                            | 12. März 1874 bis 10. März 1876        |
| Karl von Müller                             | 11. März 1876 bis 11. Juni 1880        |
| August von Amelunxen                        | 12. Juni 1880 bis 14. Mai 1883         |
| Johannes Streccius                          | 15. Mai 1883 bis 15. April 1887        |
| Otto von Schultzendorff                     | 16. April 1887 bis 12. August 1889     |
| Georg von Oesterley                         | 13. August 1889 bis 1. April 1890      |
| 66. Infanterie-Brigade                      |                                        |
| Georg von Oesterley                         | 01. April 1890 bis 26. Januar 1893     |
| Wilhelm von Arentschildt                    | 27. Januar 1893 bis 15. Juni 1896      |
| Bruno Jonas                                 | 16. Juni 1896 bis 2. Juli 1899         |
| Max Kremnitz                                | 03. Juli 1899 bis 26. November 1902    |
| Rudolf Liebmann                             | 27. November 1902 bis 21. April 1905   |
| Friedrich von Cochenhausen                  | 22. April 1905 bis 12. Februar 1906    |
| Erich Stud                                  | 13. Februar 1906 bis 13. April 1907    |
| Paul Salzmann                               | 14. April 1907 bis 16. Dezember 1908   |
| Lothar Heinzel                              | 17. Dezember 1908 bis 19. März 1911    |
| Friedrich von Grolman                       | 20. März 1911 bis 21. April 1912       |
| Viktor Bausch                               | 22. April 1912 bis 31. Juli 1914       |
| Friedrich August Karl Heuer                 | 01. August 1914 bis 18. September 1914 |
| Otto Diederichs                             | 19. September 1914 bis 5. März 1915    |
| Dietrich von Speßhardt                      | 06. März 1915 bis 27. November 1915    |
| Richard Münter                              | 28. November 1915 bis 22. April 1917   |
| Wilhelm von Dommes                          | 23. April 1917 bis 19. Juni 1918       |
| Erich von Wittich                           | 20. Juni 1918 bis Kriegsende           |
| Eduard Kreuter                              | 10. Februar 1919 bis 28. April 1919    |